# 仙台市立郡山小学校
仙台市立郡山小学校（せんだいしりつ こおりやましょうがっこう）は、宮城県仙台市太白区にある公立小学校である。

## 概要
学区域は，名取川と広瀬川の合流点に近く，両河川と国道4号線仙台バイパスに囲まれた自然堤防や後背湿地等の平坦地に立地する。

## 沿革
- 1985年（昭和60年）4月1日 - 仙台市立八本松小学校と仙台市立東長町小学校より分離開校分離開校[1]

## 学区
- 東郡山1丁目、東郡山2丁目、郡山（字悪土を除く）[2]

## 卒業後
- 郡山中学校へ進学する。

## 周辺
- 郡山老人福祉センター - 仙台市道をはさんで、敷地が隣接。
- 仙台市北目公民館
- 企業主導型保育きらきら保育園
- この他、郡山穴田東公園など、公園も点在。

## アクセス
- 宮城交通バス「郡山富田線」で、「谷地田西入口」停留所から、徒歩約425m・約6分。